# Breda (Spanyolország)
Breda település Spanyolországban, Girona tartományban. Breda Riells i Viabrea és Sant Feliu de Buixalleu községekkel határos. Lakosainak száma 3930 fő (2024).

## Népesség
A település népessége az elmúlt években az alábbi módon változott:
| Lakosok száma | 340  | 1555 | 1612 | 1769 | 3148 | 3566 | 3784 | 3751 | 3740 | 3930 |
|               | 1717 | 1887 | 1936 | 1960 | 1986 | 2004 | 2009 | 2014 | 2019 | 2024 |